# Susana Amundaraín

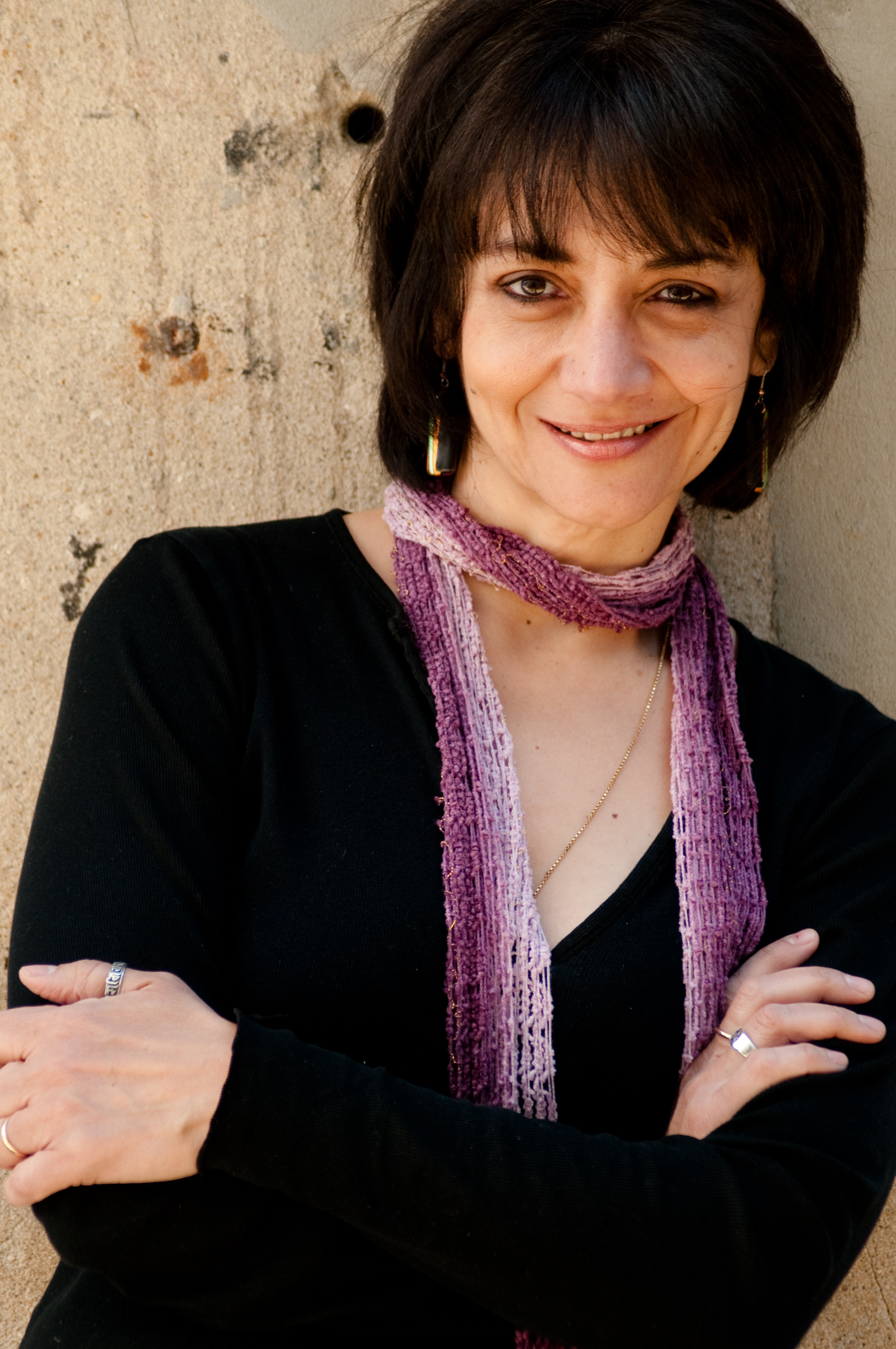
Susana Amundaraín, vor 2011

Susana Amundaraín (* 1954 in Caracas) ist eine venezolanische Malerin, Installations- und Performancekünstlerin.

## Leben
Nach einem Studium an der Universidad Simón Bolívar in Caracas besuchte Amundaraín das Metropolitan State College of Denver und studierte bis 1982 an der University of Denver. Von 1981 bis 1983 war sie Mitglied von TransArt, einer interdisziplinären Performancegruppe unter der Leitung von Bill Gian. In dieser Zeit entstanden auch erste multimediale Werke unter der Anleitung von Mindy Lorenz und Mel Strawn.
Nach einem sechsjährigen Aufenthalt in Caracas kehrte sie in die USA zurück und studierte an der New York University Performance bei Peggy Phelan, wobei sie sich intensiv mit den Ideen und Konzepten von Michael Taussig und Carl Weber auseinandersetzte. Daneben war sie Gasthörerin an der Tisch School of the Arts.
1994 entstand Explosion de una Memoria, eine Gemälde-Installation für das Museo de Bellas Artes in Caracas, mit Musik ihres Ehemannes Efraín Amaya und basierend auf einem Theaterstück von Heiner Müller. 1999 schuf sie in Zusammenarbeit mit ihrer Tochter, der Filmemacherin Vanessa Briceño, Efraín Amaya und Carol Ciavonne die multimediale „operatic installation“ Clepsydra, die zur Jahrtausendfeier in Pittsburgh uraufgeführt wurde.
Sie entwarf auch Bühnenbilder für die venezolanische Grupo Theja (u. a. für die Uraufführung von José Ignacio Cabrujas’ Autorretrato de Artista con Barba y Pumpa) und für das Pennsylvania Dance Theatre mit André Koslowski. Für die Kinderoper Phantasmagorilla? No! Phantasmagoria Amaras schrieb sie das Libretto. Amundaraín unterrichtet an der Chatham University in Pittsburgh.
Neben zahlreichen Gruppenausstellungen hatte Andumaraín mehr als zwanzig Einzelausstellungen in Venezuela, Mexiko, England und den USA, u. a. in der Angel Boscán Gallery der Universidad Central de Venezuela (1983), der Bolívar Hall in London (1992), dem Museo de Bellas Artes de Caracas (1994) und der Chatham College Art Gallery in Pittsburgh (1997 und 2002). Werke von ihr finden sich in den Sammlungen der Galería de Arte Nacional und des Museo de Bellas Artes in Caracas, des Museo de Arte Moderno in Bogotá, des Philbrook Museum of Art in Tulsa, Oklahoma, des Museo de Arte Contemporáneo de Maracay, des Museo de Arte Moderno in Mérida, des Duke University Museum of Art und anderer.

## Werke
- I want to Draw a Mandala (Soloperformance), Bonfile-Stanton Center for the Arts, Denver, 1981
- Within und Selket, zwei Solostücke in der Multimediaproduktion Nefertiti's Dream von Bill Gian,  Houston Fine Arts Center und Grout Theater, Denver, 1982
- El Salvador mit Daniel Strawn und Paul Schoder (Performer) River Gallery, Denver, 1982
- Her Body-Within, Soloperformance, River Gallery, Denver, 1982
- Selket, Koproduktion mit Bill Gian, Spark Gallery. Denver, 1982
- Performance ohne Titel mit Michael Meyers (Performer) Shwayder Art Gallery, University of Denver, 1982
- De la Escuela de Atenas a la Escuela de Caracas mit Diego Barbosa (Performer), Galería de Arte Nacional, Caracas, 1985
- Cuatro minutos para mirar, interaktive Installation in Zusammenarbeit mit Xiomara Moreno, 1991
- Clepsydra: an operatic installation with 13 performers, Installation, Bühnenbild und Coautorin, 1999
- Brasilia, Performance mit Michael Pestel (Erzähler/Performer) Chatham Art Gallery, Pittsburgh, 2005
- Mimoun, Bühnenbild für das Solo-Tanzstück von Andre Koslowski nach Musik von Douglas Levine, 2005
- Soul Carrier Bühnenbild für das Tanzstück von Gwen Ritchie und Labco Dance, 2006
- Autorretrato de Artista con Barba y Pumpá von José Ignacio Cabrujas, Bühnenbild, 2006
- Silent conversations, Bühnenbild für das Solostück von Andre Koslowski, 2007
- Prometheus Bühnenbild für das Pennsylvania Dance Theater und das Pennsylvania Centre Orchestra, 2007
- Phantasmagorilla? No! Phantasmagoria Bühnenbild und Libretto für die Kinderoper von Efraín Amaya, 2007